# 박중한
박중한(1895년 7월 5일~1970년 9월 17일)은 대한민국의 독립운동가, 정치인이다. 제6대 국회의원을 지냈다.

## 역대 선거 결과
|  | 0.91% |

|  | 1.90% |

|  | 20.1% |